# Хачатрян, Ашот Ваникович
Ашо́т Ва́никович Хачатря́н (род. 1954) — российский художник, учредитель и главный редактор газеты «Художник Петербурга».  Заслуженный художник Российской Федерации (2020).

## Биография
Родился в 1954 году в армянском городе Армавире. В 1973 году закончил Ереванское училище декоративно-прикладного искусства. После двух лет учёбы на отделении рисования Ереванского педагогического института им. Х. Абовяна, в 1977 году переехал в Ленинград. В 1978—1981 годах был вольнослушателем в Институте живописи, скульптуры и архитектуры им. И. Е. Репина. В 1992 году вступил в Санкт-Петербургский Союз художников, с 1993 года является  членом бюро секции живописи. С 2002 года —  член правления Санкт-Петербургского Союза художников.
В 1998 году был принят в члены Союза художников Румынии.
Соучредитель и главный редактор газеты «Художник Петербурга».

## Персональные выставки
2024 - "Два взгляда", Мурманский областной художественный музейhttps://artmmuseum.ru/events/dva-vzglyada-zhivopis-grafika-a-v-khachatryana-i-p-a-konosha-sankt-peterburg
2019 - "Симфония цвета",  Музей искусства Санкт-Петербурга XX-XXI в. www.mispxx-xxi.ru/?p=14728
- 2018 - "Музыка цвета", галерея Artefice, Санкт-Петербург http://artefice.ru/Музыка-цвета/
- 2017 -  "Тени истории", Музей богемной жизни Петербурга http://artway.tv/2016/11/vystavka-ashota-xachatryana-ten-istorii/ Архивная копия от 20 сентября 2020 на Wayback Machine
- 2017 -  Архитектурно-художественная студия Ивана Куренбина
- 2016 - галерея отеля BEST WESTERN Rantapuisto в Хельсинки, Финляндия  https://www.rantapuisto.fi/ru/ашот-хачатрян-живопись/
- 2016 - Музей-квартира И.И. Бродского, отдел Научно-исследовательского музея Российской академии художеств, Санкт-Петербург http://www.nimrah.ru/exhibitions/old/
- 2015 - "Национальная художественная литература: известная и неизвестная," РНБ, Санкт-Петербург
- 2015 - Культурный центр города Иматры, Финляндия
- 2015 - "Путешествие в арт-пространство Ашота Хачатряна", Национальный художественный музей Республики Беларусь http://www.artmuseum.by/ru/vyst/proshedshie-vyistavki/arhiv_2015/puteshestvie-v-art-prostranstvo-ashota-hachatryana (недоступная+ссылка)
- 2014 - "60 оттенков красного", Национальная галерея Армении http://www.gallery.am/ru/Exhibitions/item/2014/06/04/ashotxachatryan/
- 2014 - "60 оттенков красного", Голубая гостиная Санкт-Петербургского Союза художников
- 2012 — «Поэзия света и цвета», Центральный выставочный зал «Манеж», Санкт-Петербург
- 2011 — «Восточные картины», галерея «Unexpected», Гронинген, Нидерланды
- 2010 — «Моя палитра». Выставочный Центр Санкт-Петербургского отделения Союза художников России, Санкт-Петербург[4][5].
- 2009 — галерея Art way Rachmaninov antique-hotel, Санкт-Петербург.
- 2006 — «Империя чувств». Центральный Дом художника, Москва.
- 2005 — галерея при Санкт-Петербургском Союзе художников.
- 2004 — «Цвета любви». Представительство Министерства Иностранных дел России в Санкт-Петербурге.
- 2003 — «Красная история». Галерея «Дельта», Санкт-Петербург.
- 2002 — выставочный центр Союза художников России, Санкт-Петербург.
- 1995 — Церковный дом при Армянской Апостольской церкви, Санкт-Петербург.
- 1991 — «Чайный домик», Летний сад, Ленинград.

## Награды
- Заслуженный художник Российской Федерации (26 августа 2020 года) — за большой вклад в развитие отечественной культуры и искусства, многолетнюю плодотворную деятельность[6].
- Благодарность Президента Российской Федерации (12 февраля 2015 года) — за заслуги в развитии отечественной культуры и искусства, многолетнюю плодотворную деятельность[7].

## Рецензии
- Руслан Бахтияров. Выставка Ашота Хачатряна в ЦВЗ «Манеж» (февраль 2012 г.)[8]
- Анатолий Дмитренко. Отзвуки времени в палитре живописца. Ашот Хачатрян. Мир в красных тонах[9]